# Пелаэс, Вики
Вирхиния Пелаэс Окампо (исп. Virginia Peláez Ocampo) — перуанская журналистка и обозреватель, колумнист нью-йоркского издания «El Diario La Prensa». В июне 2010 года вместе с мужем Хуаном Ласаро (Михаил Васенков) была арестована ФБР по обвинению в сотрудничестве со Службой внешней разведки России. Была арестован спецслужбами США, но в том же году после двусторонних переговоров была освобождён в результате состоявшегося обмена.

## Биография
Пелаэс родилась в перуанском Куско в 1956 году. Она окончила Университет Сан-Маркос в Лиме по специальности «журналистика». В начале 1980-х годов она стала одной из самых известных женщин-журналистов и телерепортёров Перу, была журналистом в газете La Prensa de Lima и телеведущей новостной передачи Frecuencia Latina Второго перуанского телеканала, отличалась крайне агрессивным журналистским стилем.
Пелаэс завоевала титул лучшего тележурналиста Перу в 1983 году. В декабре 1984 года Пелаэс вместе со съёмочной группой была похищена леворадикалами из «Революционного движения имени Тупака Амару» и 17 часов удерживались в заложниках, пока руководство телекомпании не согласилось показать телеобращение захватчиков. Впрочем, на экраны оно не попало и было опубликовано только в одной из левых перуанских газет. Ещё живя в Перу, Пелаэс вышла замуж за Хуана Ласаро (Juan Lázaro), выходца из Уругвая, журналиста и профессора политологии, который впоследствии оказался глубоко законспирированным советским разведчиком Михаилом Васенковым.
В 1987 году Пелаэс переехала США, где поселилась в нью-йоркском районе Бронкс в городе Йонкерс штата Нью-Йорк. Впоследствии она получила гражданство США.
В 1988 году Пелаэс стала колумнистом испаноязычной нью-йоркской газеты «El Diario La Prensa» и получила известность за свои статьи, в которых она критиковала США, в том числе их внешнюю политику в Латинской Америке, иммиграционное законодательство и ситуацию в тюрьмах (в одной из своих статей она заявляла, что США эксплуатирует рабский труд заключенных). Также она тепло отзывалась о кубинском лидере Фиделе Кастро, президенте Венесуэлы Уго Чавесе и леворадикальных группах Латинской Америки. Похожие взгляды разделял и её муж, который в одной из своих статей поддержал перуанских маоистов.
27 июня 2010 года Пелаэс вместе с мужем была арестована в Йонкерсе по обвинению в сотрудничестве со Службой внешней разведки России. Они неоднократно выезжали в одну из стран Латинской Америки, где американские агенты сумели запечатлеть на камеру три встречи с неназванными российскими чиновниками, которые передавали Пелаэс и Ласаро деньги за шпионские материалы, написанные невидимыми чернилами. По данным следствия, в доме арестованных работала шпионская радиостанция, а сами они в разговорах друг с другом обсуждали проблемы своего сотрудничества с российской разведкой.  Арестованы Ласаро и Пелаэс были, когда возвращались с младшим сыном домой на машине. 28 июня им было предъявлено обвинение. Слушания дела Пелаэс и Ласаро начались 1 июля 2010 года. На первом же заседании Ласаро признался, что он с женой работал на российскую разведку. Также он сказал, что не был уроженцем Уругвая, фамилия Ласаро — вымышленная, на самом деле, он Михаил Васенков, а жильё ему оплачивали российские спецслужбы. В тот же день суд согласился изменить Пелаэс меру пресечения на домашний арест под залог в 250 тысяч долларов.
Пресса отмечала, что Пелаэс, Ласаро и других арестованных лиц обвинили не в шпионаже, а в скрытой работе на иностранную разведку, поскольку они не смогли раздобыть никакой секретной информации.
Арест предполагаемых агентов вызвал негативную реакцию российского МИД: по словам главы министерства Сергея Лаврова, «момент был выбран с особым изяществом», имея в виду под этим наметившееся улучшение в российско-американских отношениях после визита президента Дмитрия Медведева в США.
7 июля 2010 года стало известно, что Россия и США на высшем уровне договорились об обмене задержанных в США агентов на нескольких заключённых, обвинённых Россией в шпионаже и государственной измене. 8 июля 2010 года Пелаэс, Ласаро (Васенков) признали свою вину, кроме того, Пелаэс с мужем были лишены гражданства США. В тот же день суд потребовал их немедленной экстрадиции в Россию, после чего они покинули территорию США. Сообщалось, что российская сторона в обмен депортировала Игоря Сутягина, Сергея Скрипаля, Александра Запорожского и Геннадия Василенко. Хотя российская сторона заявила о том, что готова предоставить Пелаэс жильё в Москве и хорошую пенсию, она заявила о намерении вернуться в Перу, гражданство которого она сохранила. Также, по словам адвоката, она заявила, что не знала о том, что Ласаро был русским.
В августе 2011 года Пелаэс вновь занялась журналистикой: она написала авторскую колонку для РИА Новости. Тогда же агентство объявило, что колонка Пелаэс будет регулярно выходить в газете «Московские новости», принадлежащей РИА Новости.
У Ласаро и Пелаэс было двое сыновей, сын Пелаэс от первого брака, архитектор Вальдомар Марискаль после ареста матери и её мужа заявил, что правительство США преследует их за политическую позицию, а если они и имели какую-то связь с Россией, то только благодаря любви к музыке Петра Чайковского.